# Pandi (Bulacan)
Pandi is een gemeente in de Filipijnse provincie Bulacan op het eiland Luzon. Bij de laatste census in 2007 had de gemeente bijna 61 duizend inwoners.

## Geografie

### Bestuurlijke indeling
Pandi is onderverdeeld in de volgende 22 barangays:
| - Bagbaguin - Bagong Barrio - Baka-bakahan - Bunsuran I - Bunsuran II - Bunsuran III - Cacarong Bata - Cacarong Matanda - Cupang - Malibong Bata - Malibong Matanda | - Manatal - Mapulang Lupa - Masagana - Masuso - Pinagkuartelan - Poblacion - Real de Cacarong - San Roque - Santo Niño - Siling Bata - Siling Matanda |

## Demografie
Pandi had bij de census van 2007 een inwoneraantal van 60.637 mensen. Dit zijn 12.549 mensen (26,1%) meer dan bij de vorige census van 2000. De gemiddelde jaarlijkse groei komt daarmee uit op 3,25%, hetgeen hoger is dan het landelijk jaarlijks gemiddelde over deze periode (2,04%). Vergeleken met de census van 1995 is het aantal mensen met 20.117 (49,6%) toegenomen.

De bevolkingsdichtheid van Pandi was ten tijde van de laatste census, met 60.637 inwoners op 31,2 km², 1298,7 mensen per km².